# ولکان (اسطوره)
وُلکان (به لاتین: وولکانوس)، با نام مستعار مولسیبر، رب‌النوع آتش و فلزکاری، در اساطیر روم محسوب می‌شد. وی خدای سودمندی‌های آتش و همین‌طور خدای ممانعت‌کننده از سوزانندگی آتش به‌شمار می‌آمد. این آتش، در دین باستانی رومیان و همین‌طور در مذهب نئوپاگانیسم رومی [از مذاهب جدیدتر]، از جمله شامل آتش حاصل از آتشفشان می‌شد [اساساً کلمه آتشفشان که در انگلیسی، volcano خوانده می‌شود، نام خود را از همین ایزد گرفته‌است]. او در اساطیر اتروسکی به عنوان ستلانس شناخته شده‌است. ولکان در یک جشنواره سالانه که همه ساله در ۲۳ اوت برگزار می‌شد و به نام وولکانالیا معروف بود، پرستش می‌شد.
این ایزد، به قدیمی‌ترین و باستانی‌ترین مرحله از مذهب رومی‌ها تعلق دارد: واررو با استناد به آننالس ماگزیمی، به یاد می‌آورد که پادشاه تیتوس تایتوس، دارای معابدی اختصاصی برای مجموعه‌ای از خدایان بود که در میان آن خدایان وولکان نیز حضور داشت.
ولکان با خدای یونانی آتش و فلزکاری، یعنی هفائستیوس، یگانه تلقی می‌شد.

## شرح بیشتر

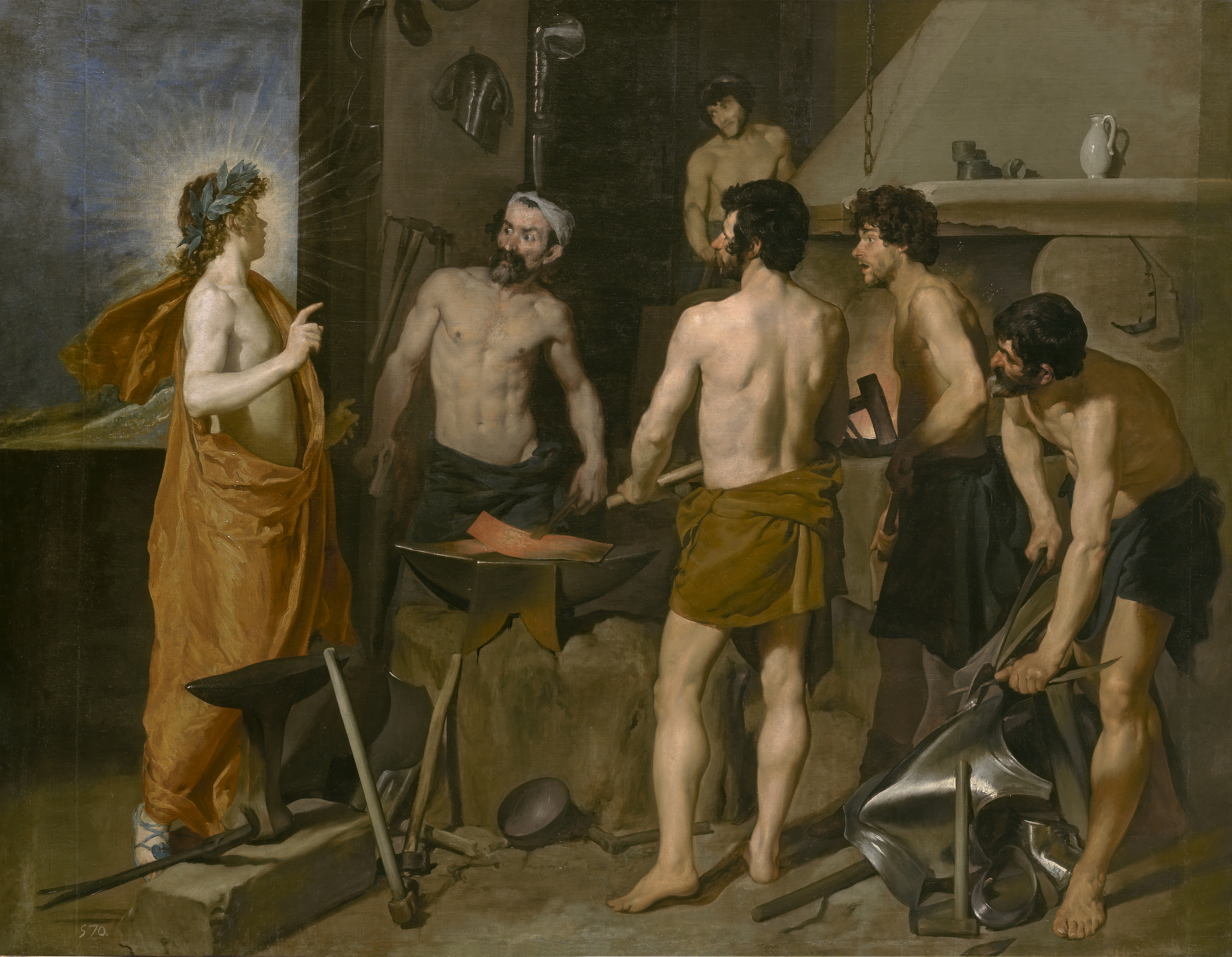
آهنگری ولکان، اثر دیگو ولاسکز(۱۶۳۰). این تابلو نقاشی در عصر رنسانس و در دورانی خلق شده‌است که از روزگار پرستش این ایزد، زمانی نه چندان طولانی گذشته بود.

وولکان یک ایزد آتش کهن ایتالیایی بود که خصوصاً با آتش مخرب و ویرانگر پیوند نزدیکی داشت. او به عنوان واسطه یا وسیله‌ای برای دور نگهداشتن خطر آتش، پرستش می‌شد و بیشترین تعداد محراب‌ها و معابد او، در محل‌هایی بود که بیش از همه از آتش می‌ترسیدند، مثل نواحی نزدیک آتشفشان‌ها و جاهایی که انبار غلات در آنجا بیشتر بود. به‌طور مشخص در بندراوستیا [که دارای بسیاری از ویژگی‌های پیش گفته بود]، پرستشگاه‌ها و محراب‌های وولکانوس هم زیادتر بودند. جالب است که معابد وولکان همیشه بیرون از دیوارهای شهر قرار داشت.
وولکان با چند ایزدبانوی اصلی و اولیه در ارتباط بود، به‌ویژه با مایا یا مادر زمین یا زمین مادر و همین‌طور با وستا [ایزدبانوی اجاق یا آتشدان خانگی]، در نقش ایزدبانوی زمین. وولکان را پدر سرویوس تولیوس، یکی از شاهان رم باستان می‌دانستند که رابطه فرزندی خود را با استعداد مفید و کارآمدش که می‌توانست آتش بر سر دشمنانش بریزد، ثابت کرد.
شاید عجیبترین رسم در رابطه با وولکان، قربانی کردن ماهی‌های زنده بود، که آن‌ها را بر آتش‌هایی که در کرانه رود تیبر روشن می‌کردند، می‌انداختند تا آن ایزد را راضی کنند که اشیاء آسیب‌پذیر را از سوختن حفظ کند.
وولکان تا قبل از دورانکلاسیک، یعنی تا زمان نفوذ و غلبه فرهنگ یونانی، وجه اشتراک زیادی با هفائستوس نداشت و فقط در این دوران متأخر بود که همچون آهنگری شبیه هفائستوس تصویر شد کهپیشبند چرمی و پیراهنی پوشیده که بازوی راستش را آزاد و برهنه گذاشته‌است و با پتک و سندان و انبر و گیرهٔ آهنگری سر و کار دارد.

## نکات دیگر

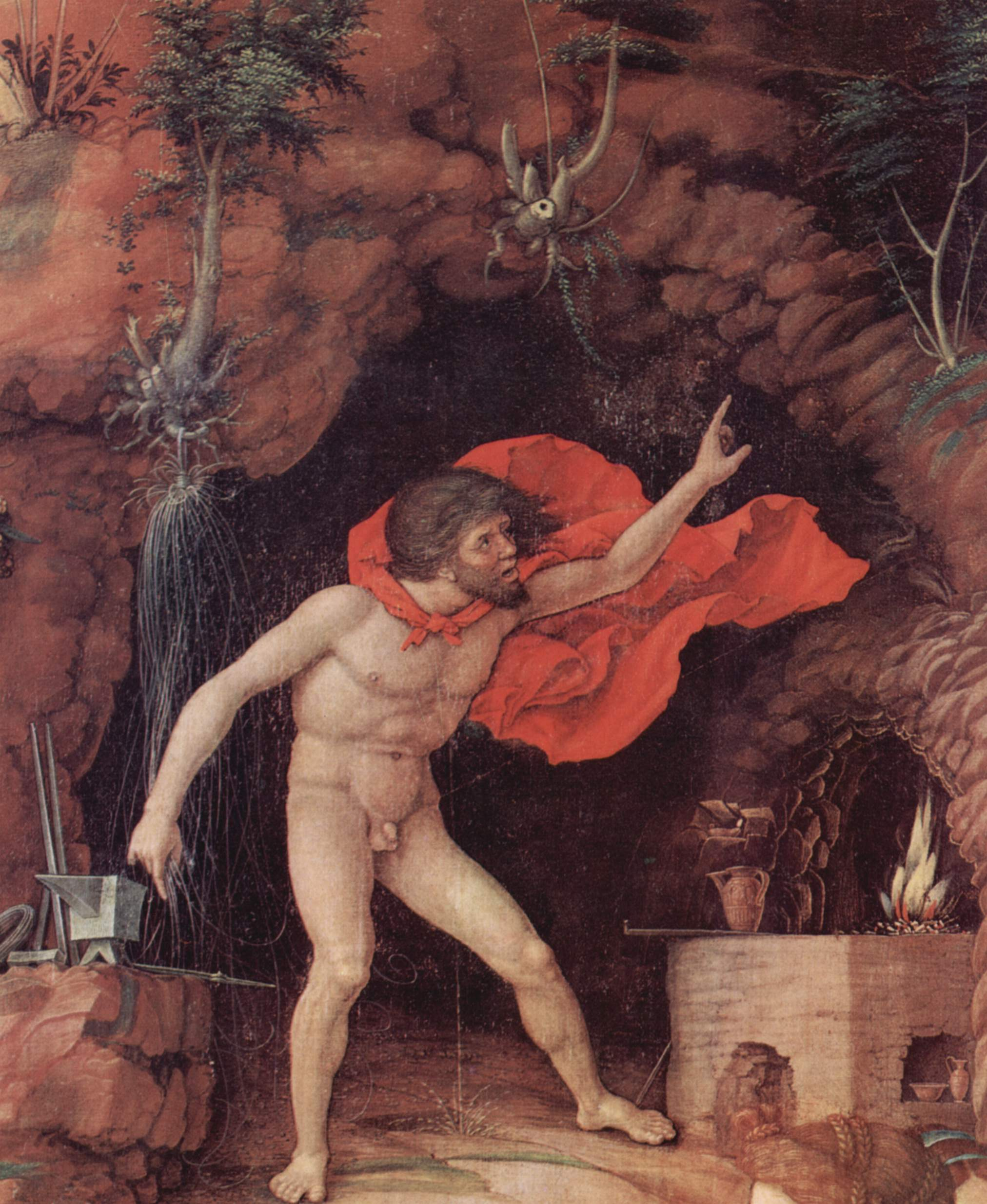
وولکان، خدای آتش، اثری از آندرئا مانتنیا

ولکان به سبب ویرانگری آتش، در آغاز غالباً در خارج از شهر نیایش می‌شد و در عید او، که [همان جشن‌های ولکانالیا بود و] در بیست و سوم اگوست برپا می‌شد، شرکت کنندگان در مراسم، ماهی‌های کوچک را که نماد جان انسان بود، برای تندرستی خویش به آتش می‌افکندند. جز این اطلاعات از ولکان چیز زیاد دیگری در دست نیست و برخی معتقدند که برای او اسطوره‌ای وجود ندارد. بعدها این خدا، همتای خدای صنعتگر یونانی هفائیستوس است که بعد از ازدواج با ونوس، پسر انه دستساخت اوست.
میا یا مایا که خدابانویی کهن بود و سومین ماه میلادی یعنی ماه می‌یا مه از نام او گرفته شده‌است، احتمالاً همسر ولکان بود.

## روایاتی از او
در روایتی ولکان را کاکوس یا پدر کاکولوس یا پدر شهریار افسانه‌ای، سرویوس تولیوس گفته‌اند و او را با هفائیستوس یونانی مقایسه می‌کردند.
در چهارمین سرود چوپانی ویرژیل که از مشهورترین سروده‌های اوست، سخن از سپری به میان آمده که ونوس آن را به انه هدیه می‌کند و در همان‌جا مطرح می‌شود که این سپر، کار ولکان است و بر روی آن صحنه‌هایی از تاریخ و آینده زندگانی رومی‌ها تصویر شده‌است. از جمله این تصاویر، تصویر پیروزی اگوستوس در نبرد آکتیوم است.